# آینه (فیلم ۱۹۹۹)
آینه (انگلیسی: The Mirror) فیلمی در ژانر ترسناک است که در سال ۱۹۹۹ منتشر شد. از بازیگران آن می‌توان به نیکلاس تسه اشاره کرد.